# التحالف الثلاثي (1717)

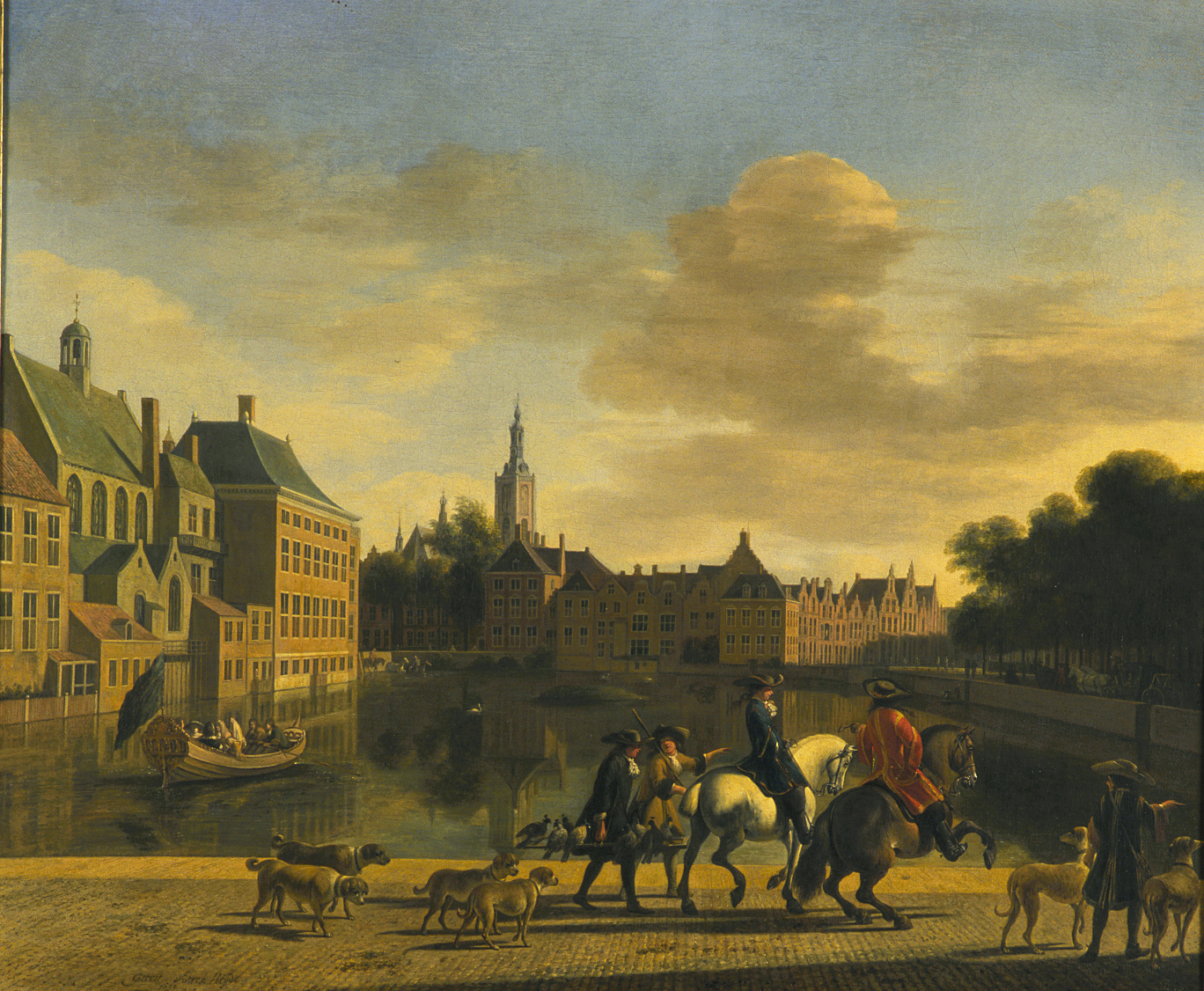

كان التحالف الثلاثي معاهدة بين الجمهورية الهولندية ومملكة فرنسا وبريطانيا العظمى ضد إسبانيا في محاولة للحفاظ على اتفاقية معاهدة أوترخت 1713. كانت الدول الثلاث قلقة من أن تصبح إسبانيا قوة عظمى في أوروبا. ونتيجة لذلك، حدثت العسكرة وتسببت في دمار كبير للمدنيين. أثار ذلك غضب إسبانيا ودول أخرى وأدى إلى سياسة حافة الهاوية. صار التحالف تحالفًا رباعيًا في العام التالي، بعد انضمام الإمبراطور الروماني المقدس كارل السادس.

## الخلفية
تحسنت العلاقات بين فرنسا وبريطانيا العظمى بعد وفاة لويس الرابع عشر والملكة آن. كان جورج الأول والوصي الفرنسي الجديد، فيليب الثاني دوق أورليان، أبناء عمومة، وواجه كلا النظامين تهديدات. كان أورليان قلقًا من أن أعدائه المحليين، ولا سيما لويس أوغست، دوق ماين، سيجتمعون مع إسبانيا للإطاحة به، وكان جورج الأول يرغب في إقناع الفرنسيين بوقف الدعم لأي صعود آخر لليعقوبيين. وفقًا للويس دي روفروي، دوق سانت سيمون، الذي عارض التحالف، فقد جادل السفير البريطاني في باريس، جون دالريمبل، إيرل ستاير الثاني، بأن الميزة قصيرة المدى لكلا نظامي التحالف تفوق خلافاتهما التقليدية. وافق أورليان، كما فعل سكرتيره ويليام دوبويس، الكاردينال المستقبلي، إلى جانب جيمس ستانهوب، إيرل ستانهوب الأول، وزير الخارجية الإنجليزي، بشكل عام على أنه المؤلف الرئيسي للتحالف.
جادل سانت سيمون، الذي كره دوبويس، بأن ممالك بوربون في فرنسا وإسبانيا يجب أن تكونا حليفتين دائمًا، لكن هذا لم يأخذ في الاعتبار الحقائق الحالية. تبرر مؤامرة تشلاماري مخاوف أورليان من النوايا الإسبانية بشكل كامل، وقد برهن الاختتام الناجح لحرب التحالف الرباعي على قرار التحالف مع بريطانيا العظمى وجمهورية هولندا.